# Steffen Raßloff
Steffen Raßloff (* 1968 in Erfurt) ist ein deutscher Historiker, Publizist und Kurator.

## Leben
Steffen Raßloff studierte Geschichte und Germanistik an der Universität Erlangen. 2001 wurde er mit der Arbeit Flucht in die nationale Volksgemeinschaft. Das Erfurter Bürgertum zwischen Kaiserreich und NS-Diktatur promoviert. Danach lehrte er an der Universität Erfurt.
Seit 2007 arbeitet er als freischaffender Historiker und Publizist sowie Kurator für Ausstellungen und Medienprojekte. Sein Tätigkeitsschwerpunkt liegt auf der deutschen Geschichte des 19. und 20. Jahrhunderts, besonders der Geschichte Mitteldeutschlands, der Geschichte Thüringens und der Stadt Erfurt. Er veröffentlichte Publikationen unter anderem zu den Themen DDR, Drittes Reich, Weimarer Republik, Universität Erfurt, Kaisersaal Erfurt, Erfurter Fürstenkongress 1808, Erfurter Unionsparlament 1850, Erfurter Parteitag der SPD 1891 sowie Martin Luther und die Reformation in Thüringen. Seine Veröffentlichungen haben vorwiegend einen populärwissenschaftlichen Charakter.
Raßloff ist Mitglied der Historischen Kommission für Thüringen, des Beirats der Stiftung Mitteldeutscher Kulturrat und der Universitätsgesellschaft Erfurt, Stellvertretender Vorsitzender des Vereins für die Geschichte und Altertumskunde von Erfurt und Vorsitzender des Fördervereins Stadtmuseum Erfurt. Er ist Redakteur der Mitteilungen des Vereins für die Geschichte und Altertumskunde von Erfurt und schreibt für die Thüringer Allgemeine und die Thüringische Landeszeitung.

## Schriften (Auswahl)
- Flucht in die nationale Volksgemeinschaft. Das Erfurter Bürgertum zwischen Kaiserreich und NS-Diktatur. Böhlau, Köln, Weimar, Wien 2003, ISBN 3-412-11802-8. (Rezension bei hsozkult 2003)
- Wilhelm Knappe (1855–1910). Staatsmann und Völkerkundler im Blickpunkt deutscher Weltpolitik. Glaux, Jena 2005, ISBN 3-931743-86-1.
- Fritz Sauckel. Hitlers „Muster-Gauleiter“ und „Sklavenhalter“. LZT, Erfurt 2007. 4. Auflage 2012, ISBN 978-3-937967-18-9.
- (Hrsg.): „Willy Brandt ans Fenster!“ Das Erfurter Gipfeltreffen 1970 und die Geschichte des „Erfurter Hofes“. Glaux, Jena 2007, ISBN 978-3-940265-05-0.
- mit Ulrich Seidel: Der Erfurter Kaisersaal. Sutton, Erfurt 2008, ISBN 978-3-86680-303-9.
- Bürgerkrieg und Goldene Zwanziger. Erfurt in der Weimarer Republik. Sutton, Erfurt 2008, ISBN 978-3-86680-338-1.
- Friedliche Revolution und Landesgründung in Thüringen 1989/90. LZT, Erfurt 2009. 7. Auflage 2022, ISBN 978-3-937967-47-9.
- Geschichte Thüringens. Beck, München 2010. 2. Auflage 2020, ISBN 978-3-406-74734-2.
- mit Martin Baumann (Hrsg.): Blumenstadt Erfurt. Waid – Gartenbau – iga/egapark. Sutton, Erfurt 2011, ISBN 978-3-86680-812-6.
- mit Volker Leppin, Thomas A. Seidel (Hrsg.): Orte der Reformation. Erfurt. Evangelische Verlagsanstalt, Leipzig 2012, ISBN 978-3-374-03000-2.
- Geschichte der Stadt Erfurt. Sutton, Erfurt 2012, ISBN 978-3-95400-044-9. 7. Auflage 2025.
- mit Thomas A. Seidel (Hrsg.): Lutherland Thüringen. Thüringer Ministerium für Bildung, Wissenschaft und Kultur, Erfurt 2013. 3. Auflage 2014.
- 100 Denkmale in Erfurt. Geschichte und Geschichten. Mit Fotografien von Sascha Fromm. Klartext, Essen 2013, ISBN 978-3-8375-0987-8.
- Der „Mustergau“. Thüringen zur Zeit des Nationalsozialismus. Bucher, München 2015, ISBN 978-3-7658-2052-6.
- mit Maik Märtin (Hrsg.): Orte der Reformation. Gotha. Evangelische Verlagsanstalt, Leipzig 2015, ISBN 978-3-374-04029-2.
- mit Mark Schmidt (Hrsg.): Orte der Reformation. Weimar. Evangelische Verlagsanstalt, Leipzig 2015, ISBN 978-3-374-04117-6.
- mit Heinz Stade: Erfurt. Eine Stadt im Wandel. Mit Fotografien von Günter Pambor. Edition Leipzig, Leipzig 2015, ISBN 978-3-361-00713-0.
- Kleine Geschichte der Stadt Erfurt. Rhino, Ilmenau 2016, ISBN 978-3-95560-045-7. 2. Auflage 2020.
- Kleine Geschichte der Stadt Gotha. Rhino, Ilmenau 2016, ISBN 978-3-95560-046-4.
- Mitteldeutsche Geschichte. Sachsen – Sachsen-Anhalt – Thüringen. Edition Leipzig, Leipzig 2016, ISBN 978-3-361-00717-8. Neuausgabe: Sax, Markkleeberg 2019, ISBN 978-3-86729-240-5.
- Das Dritte Reich. LZT, Erfurt 2017, ISBN 978-3-946939-12-2.
- mit Lutz Gebhardt: Die Thüringer Landgrafen. Geschichte und Sagenwelt. Rhino, Ilmenau 2017, ISBN 978-3-95560-055-6.
- Kleine Geschichte Thüringens. Rhino, Ilmenau 2017, ISBN 978-3-95560-056-3. 3. Auflage 2023.
- mit Jürgen Valdeig: Malerisches Thüringen. Eine Liebeserklärung in Aquarellen. Sutton, Erfurt 2017, ISBN 978-3-95400-885-8.
- Geschichte der Stadt Weimar. Sutton, Erfurt 2018, ISBN 978-3-95400-891-9.
- Kleine Geschichte Sachsens. Rhino, Ilmenau 2018. 2. Auflage 2019, ISBN 978-3-95560-062-4.
- mit Roland Steinacher, Stefan Donecker, Patrick Oelze, Michael Gehler, Oliver Domzalski, Daniel Mollenhauer: Deutsche Geschichte. Die große Bild-Enzyklopädie. Dorling Kindersley, München 2018, ISBN 978-3-8310-3542-7.
- Kleine Geschichte der Stadt Dresden. Rhino, Ilmenau 2019, ISBN 978-3-95560-072-3.
- Kleine Geschichte der Hanse. Rhino, Ilmenau 2019, ISBN 978-3-95560-071-6.
- mit Jürgen Valdeig: Malerisches Erfurt. Eine Liebeserklärung in Aquarellen. Sutton, Erfurt 2019, ISBN 978-3-96303-131-1.
- Kleine Geschichte der Stadt Leipzig. Rhino, Ilmenau 2020, ISBN 978-3-95560-082-2.
- Barbarossa. Kaiser und Sagengestalt. Rhino, Ilmenau 2021, ISBN 978-3-95560-088-4.
- Kleine Geschichte Sachsen-Anhalts. Rhino, Ilmenau 2022, ISBN 978-3-95560-089-1.
- (Red.): Die Gartenbaudynastie Benary. Unternehmergeist und Bürgersinn in der Blumenstadt Erfurt. Treuenburg, Erfurt 2022, ISBN 978-3-00-071844-1.
- Das Erfurter Unionsparlament 1850. LZT, Erfurt 2023, ISBN 978-3-948643-81-2.
- Thüringer Persönlichkeiten. Vom Mittelalter bis zur Gegenwart. Sutton, Tübingen 2024, ISBN 978-3-96303-508-1.
- Das vergessene Parlament. 175 Jahre Erfurter Unionsparlament 1850. Begleitpublikation zur Ausstellung im Stadtmuseum Erfurt. Förderverein Stadtmuseum Erfurt, Erfurt 2025.